# Knofedt
Knofedt er et udtryk for (hårdt) fysisk arbejde, det bruges f.eks. ved gulvvask, "brug sæbevand og knofedt".
Det bliver også brugt af svende som en spøg til at sende stakkels lærlinge ud på fupærinder for at gøre sig selv til grin. Når lærlingen spørger de andre svende efter knofedtet bliver de blot sendt videre eller grinet af indtil de fatter mistanke og må gå tilbage med røde ører.

## Eksterne Henvistninger
- Ord og Sag 9 Arkiveret 9. juni 2007 hos  Wayback Machine Institut for Jysk Sprog- og Kulturforskning